# George R. R. Martin

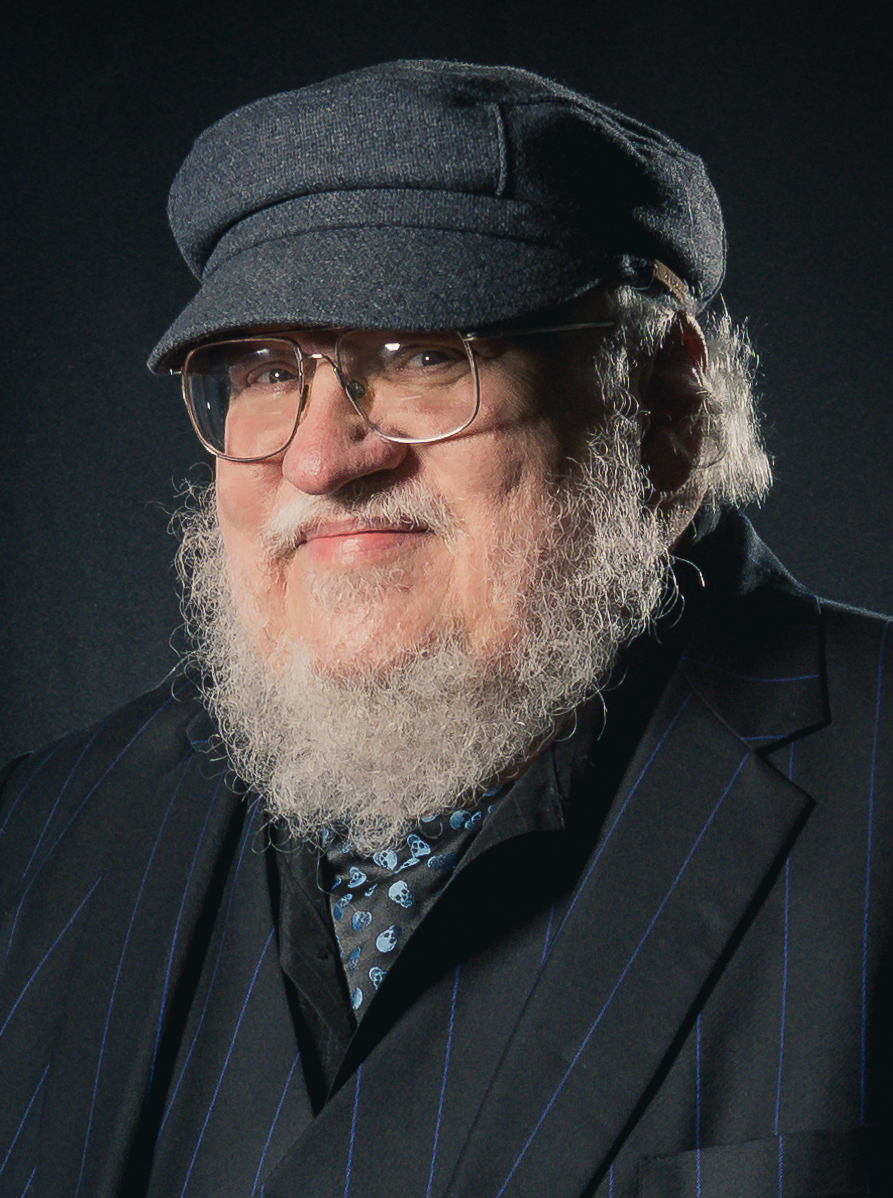
George R. R. Martin bei den Hugo Awards (2017)

George Raymond Richard Martin (* 20. September 1948 in Bayonne, New Jersey) ist ein US-amerikanischer Science-Fiction-, Fantasy- und Horror-Schriftsteller, Drehbuchautor und Produzent.
Sein bekanntestes Werk ist die Fantasy-Saga Das Lied von Eis und Feuer, von der er zwischen 1996 und 2011 bislang fünf Bände veröffentlichte; zwei weitere Bände sind derzeit in Planung. Auf Basis der Bücher entstand von 2011 bis 2019 die Fernsehserie Game of Thrones.

## Leben
George R. R. Martin begann bereits sehr früh, Monstergeschichten für ein paar Pennys an Nachbarskinder zu verkaufen. An der Mittelschule avancierte er zum Comicfan und -sammler und begann, für Amateur-Fanzeitschriften zu schreiben. Seine erste professionell verlegte Arbeit war die Kurzgeschichte The Hero im Jahre 1970, die im Februar 1971 im Magazin Galaxy veröffentlicht wurde. Ebenfalls 1970 schloss er sein Journalismus-Studium an der Elitehochschule Northwestern University von Evanston, Illinois, als Bachelor ab. Ein Jahr später absolvierte er sein Masterstudium.
Martin machte sich in der Science-Fiction-Szene schnell einen Namen als Autor meist eher melancholischer Stoffe. Wichtige Geschichten aus seiner frühen Phase sind unter anderen With Morning comes Mistfall, seine erste Geschichte, die für den Hugo Award und die Nebula Awards nominiert wurde, And Seven Times Never Kill Man, A Tower of Ashes und A Song for Lya, mit dem er seinen ersten Hugo gewann.
Von 1973 bis 1976 organisierte er mehrere Schachturniere für die Continental Chess Association. Ab 1976 unterrichtete George Martin zwei Jahre lang Journalismus am Clark College in Dubuque, Iowa. Während dieser Zeit schrieb er nur nebenbei, was sich erst 1979 ändern sollte.
Nach der Veröffentlichung seiner ersten Romane erprobte er sich ab 1986 in und für die US-Filmbranche und wurde Drehbuchautor für Twilight Zone bei CBS Television. 1987 schrieb er Drehbücher für die erfolgreiche Sendung Die Schöne und das Biest, die er ab 1988 auch produzierte. Einige der Drehbücher entstanden dabei in Zusammenarbeit mit Howard Gordon und Alex Gansa. Als ausführender Produzent und Autor für Doorways hatte er 1992 jedoch wenig Erfolg. Die Verantwortlichen zwangen ihn häufig, die von ihm konzipierten Plots umzuschreiben, was ihn frustrierte. Zwischen 1987 und 1993 beaufsichtigte er als Herausgeber und Co-Autor einen Großteil der einzelnen Wild-Cards-Bücher (eine Shared-World-Serie diverser Autoren mit starken Anklängen an das Genre der Superhelden).
1996 erschien der erste Band seines zuerst auf drei, dann auf sechs und mittlerweile auf sieben Romane angelegten, hochgelobten Fantasy-Epos Das Lied von Eis und Feuer (orig. A Song of Ice and Fire), zu welchem Martin 2011 den fünften Band abgeschlossen hat, der kurz nach seiner Veröffentlichung den 1. Platz der Bestseller-Listen der New York Times und des Wall-Street-Journals erreichte. Die Bücher der Serie sind aufgrund ihres enormen Umfangs in vielen Ländern auf mehrere (in Deutschland zwei) Bände pro Buch aufgeteilt. Von 2011 bis 2019 wurde die auf der Buchreihe basierende HBO-Fernsehserie Game of Thrones ausgestrahlt.
Martin ist Burgen-Fan; als er im Jahr 2000 vier Wochen in Deutschland verbrachte, besuchte er zahlreiche Orte mit sehr alten Bauwerken, unter anderem Rothenburg ob der Tauber, Nördlingen und Schloss Neuschwanstein.
Er ist Mitglied der Science Fiction Writers of America (SFWA), deren South-Central Regional Director er von 1977 bis 1979 und deren Vizepräsident er von 1996 bis 1998 war. Außerdem ist er noch Mitglied der Horror Writers of America (HWA) und der Writers’ Guild of America.
2019 wurde seine Teilnahme an der Entwicklung des Videospiels Elden Ring bekannt gegeben, für das er gemeinsam mit Hidetaka Miyazaki den Nebula Award 2023 erhielt.

## Privatleben
Martin lebt in Santa Fe, New Mexico.
In den frühen 1970er Jahren war Martin mit Lisa Tuttle liiert. Ab 1975 war Martin in erster Ehe mit Gale Burnick verheiratet. Die Ehe blieb kinderlos und wurde 1979 geschieden. Am 15. Februar 2011 heiratete Martin in kleinem Rahmen seine Freundin Parris McBride, mit der er bereits seit Anfang der 1980er Jahre liiert ist.

## Bibliografie
Wird bei Kurzgeschichten als Quelle nur Titel und Jahr angegeben, so findet sich die vollständige Angabe unter Sammlungen.

### Das Lied von Eis und Feuer
A Song of Ice and Fire / Das Lied von Eis und Feuer (Romanzyklus)
- 1 A Game of Thrones (1996)
  - Deutsch: Band 1: Die Herren von Winterfell. Goldmann (Goldmann Fantasy #24729), 1997, ISBN 3-442-24729-2. Band 2: Das Erbe von Winterfell. Goldmann (Goldmann Fantasy #24730), 1998, ISBN 3-442-24730-6.
  - Auch einbändig als: Eisenthron. Fantasy Productions, 2004, ISBN 3-89064-532-1. Auch als: Der Winter naht. Penhaligon, 2016, ISBN 978-3-7645-3152-2.
- 2 A Clash of Kings (1998)
  - Deutsch: Band 1: Der Thron der Sieben Königreiche. Goldmann (Blanvalet Fantasy #24923), 2000, ISBN 3-442-24923-6. Band 2: Die Saat des goldenen Löwen. Goldmann (Blanvalet Fantasy #24934), 2000, ISBN 3-442-24934-1.
  - Auch einbändig als: Königsfehde. Fantasy Productions, 2004, ISBN 3-89064-533-X.
- 3 A Storm of Swords (2000, Einzelbände: Part 1: Steel and Snow, 2001, und Part 2: Blood and Gold, 2001)
  - Deutsch: Band 1: Sturm der Schwerter. Goldmann (Blanvalet Fantasy #24733), 2001, ISBN 3-442-24733-0. Band 2: Die Königin der Drachen. Goldmann (Blanvalet Fantasy #24734), 2002, ISBN 3-442-24734-9.
  - Auch einbändig als: Schwertgewitter. Fantasy Productions, 2005, ISBN 3-89064-534-8.
- 4 A Feast for Crows (2005)
  - Deutsch: Band 1: Zeit der Krähen. Blanvalet (Blanvalet Fantasy #24350), 2006, ISBN 3-442-24350-5. Band 2: Die dunkle Königin. Blanvalet (Blanvalet Fantasy #24416), 2006, ISBN 3-442-24416-1.
  - Auch einbändig als: Krähenfest. Fantasy Productions, 2006, ISBN 3-89064-535-6.
- 5 A Dance with Dragons (2011, Einzelbände: Part 1: Dreams and Dust, 2012, und Part 2: After the Feast, 2012)
  - Deutsch: Band 1: Der Sohn des Greifen. Penhaligon, 2012, ISBN 978-3-7645-3104-1. Band 2: Ein Tanz mit Drachen. Penhaligon, 2012, ISBN 978-3-7645-3102-7.
  - Auch einbändig als: Drachenreigen. Fantasy Productions, 2012, ISBN 978-3-89064-536-0.

Folgende Bände sind geplant:
- 6 The Winds of Winter
- 7 A Dream of Spring

Zugehörige Veröffentlichungen
- Blood of the Dragon (1996, Kurzgeschichte)
- Path of the Dragon (2000, Kurzgeschichte)
- The Lands of Ice and Fire (2012, Karten)
- The Wit & Wisdom of Tyrion Lannister (2013, Zitatsammlung)
- The Princess and the Queen, or, The Blacks and the Greens (2013, Kurzgeschichte)
- The Rogue Prince, or, A King’s Brother (2014, Kurzgeschichte)
- The World of Ice & Fire: The Untold History of Westeros and The Game of Thrones (2014, mit Linda Antonsson und Elio M. Garcia, Jr.)
  - Deutsch: Westeros: Die Welt von Eis und Feuer Penhaligon, 2015, ISBN 978-3-7645-3136-2.
- The Sons of the Dragon (2017, Kurzgeschichte)
- Fire & Blood (2018, Vorgeschichte)
  - Deutsch: Feuer und Blut – Erstes Buch: Aufstieg und Fall des Hauses Targaryen von Westeros. Penhaligon, 2018, ISBN 978-3-7645-3223-9.
- The Rise of the Dragon (2022, Vorgeschichte)
  - Deutsch: Targaryen – Der Aufstieg des Drachens – Die illustrierte Geschichte einer Dynastie – Erstes Buch Penhaligon, 2022, ISBN 978-3-7645-3285-7.

Dunk and Egg / Der Heckenritter von Westeros
- 1 The Hedge Knight (1998, Kurzgeschichte)
  - Deutsch: Der Heckenritter. Übersetzt von Joachim Körber. In: Robert Silverberg (Hrsg.): Der siebte Schrein. Heyne Allgemeine Reihe #13166, 2000, ISBN 3-453-17198-5. Auch in: Das Urteil der Sieben. 2013.
- 2 The Sworn Sword (2003, Kurzgeschichte)
  - Deutsch: Das verschworene Schwert. In: Das Urteil der Sieben. 2013.
- 3 The Mystery Knight: A Tale of the Seven Kingdoms (2010, Kurzgeschichte)
  - Deutsch: Der geheimnisvolle Ritter. In: Das Urteil der Sieben. 2013.
- A Knight of the Seven Kingdoms (2015, Sammlung)
  - Deutsch: Das Urteil der Sieben. Penhaligon, 2013, ISBN 978-3-7645-3122-5.

### Serien
Die Serien sind nach dem Erscheinungsjahr des ersten Teils geordnet.
Thousand Worlds
- The Hero (1971, Kurzgeschichte)
  - Deutsch: Der Held. Übersetzt von Bernd Rullkötter. In: Herbert W. Franke (Hrsg.): Science Fiction Story Reader 8. Heyne SF&F #3549, 1977, ISBN 3-453-30443-8. Auch als: Der Held. Übersetzt von Martin Eisele. In: Die zweite Stufe der Einsamkeit. 1982.
- A Song for Lya (1974, Kurzgeschichte)
  - Deutsch: Abschied von Lya. Übersetzt von Yoma Cap. In: Wolfgang Jeschke (Hrsg.): Science Fiction Story Reader 5 Heyne SF&F #3473, 1975, ISBN 3-453-30355-5. Auch als: Ein Lied für Lya. In: Die zweite Stufe der Einsamkeit. 1982.
- And Seven Times Never Kill Man (1975, Kurzgeschichte)
  - Deutsch: Das blasse Kind mit dem Schwert. Übersetzt von Heinz Plehn. In: Michael Nagula (Hrsg.): Der zeitlose Traum. Ullstein (Ullstein SF&F #31080), 1984, ISBN 3-548-31080-X. Auch als: Das bleiche Kind mit dem Schwert. In: Traumlieder: Erster Band. 1979. Auch als: Teufel, die Engel heißen. In: Lieder von Sternen und Schatten. 1979.
- The Runners (1975, Kurzgeschichte)
  - Deutsch: Die Verfolger. In: Lieder von Sternen und Schatten. 1979.
- Men of Greywater Station (1976, Kurzgeschichte, mit Howard Waldrop)
  - Deutsch: Keine Rettung für die Station Greywater. In: Lieder von Sternen und Schatten. 1979.
- This Tower of Ashes (1976, Kurzgeschichte)
  - Deutsch: Ein Turm aus Asche. In: Lieder von Sternen und Schatten. 1979.
- Starlady (1976, Kurzgeschichte)
  - Deutsch: Starlady. Übersetzt von Irmhild Hübner. In: Sandkönige. 1985.
- In the House of the Worm (1976, Kurzgeschichte)
  - Deutsch: Im Haus des Wurms. Übersetzt von Michael Windgassen. In: Im Haus des Wurms. 1985.
- The Stone City (1977, Kurzgeschichte)
  - Deutsch: Die Steinstadt. Übersetzt von Astrid und Helmut Pape. In: George R. R. Martin (Hrsg.): Science Fiction Preisträger 1. Moewig (Playboy SF #6742), 1985, ISBN 3-8118-6742-3. Auch als: Die Steinstadt. Übersetzt von Michael Windgassen. In: Sandkönige. 1985.
- Dying of the Light (1977, auch als After the Festival)
  - Deutsch: Die Flamme erlischt. Übersetzt von Werner Fuchs. Droemer Knaur (Knaur SF&F #701), 1978, ISBN 3-426-00701-0.
- Bitterblooms (1977, Kurzgeschichte)
  - Deutsch: Bitterblumen. Übersetzt von Marcel Bieger. In: Wolfgang Jeschke (Hrsg.): Science Fiction Story Reader 15. Heyne SF&F #3780, 1981, ISBN 3-453-30681-3. Auch in: Im Haus des Wurms. 1985.
- The Way of Cross and Dragon (1979, Kurzgeschichte)
  - Deutsch: Der Weg von Kreuz und Drachen. Übersetzt von Wolfgang Eisermann. In: H. J. Alpers (Hrsg.): Kopernikus 1. Moewig SF #3501, 1980, ISBN 3-8118-3501-7. Auch in: Sandkönige. 1985.
- Sandkings (1979, Kurzgeschichte)
  - Deutsch: Sandkönige. Übersetzt von Hannelore Hoffmann. In: Wolfgang Jeschke (Hrsg.): Science Fiction Story Reader 18. Heyne SF&F #3897, 1982, ISBN 3-453-30820-4. Auch in: Sandkönige. 1985.
- Nightflyers (1980, Kurzgeschichte)
  - Deutsch: Die Expedition der Nachtfee. Übersetzt von Heinrich Keim. In: H. J. Alpers (Hrsg.): Kopernikus 2. Moewig SF #3514, 1981, ISBN 3-8118-3514-9. Auch als: Nachtflieger. Übersetzt von Walter Brumm. In: Terry Carr (Hrsg.): Die schönsten Science Fiction Stories des Jahres: Band 1. Heyne SF&F #4021, 1983, ISBN 3-453-30928-6. Auch als: Nachtgleiter. Übersetzt von Maike Hallmann. In: GRRM: Eine RRetrospektive 1. 2014.
- The Glass Flower (1986, Kurzgeschichte)
  - Deutsch: Die Glasblume. Übersetzt von Irene Bonhorst. In: Wolfgang Jeschke (Hrsg.): Wassermans Roboter. Heyne SF&F #4513, 1988, ISBN 3-453-02768-X.

Star Ring (Kurzgeschichten)
- The Second Kind of Loneliness (1972)
  - Deutsch: Die zweite Stufe der Einsamkeit. Übersetzt von Martin Eisele. In: Die zweite Stufe der Einsamkeit. 1982. Auch als: Die zweite Stufe der Einsamkeit. Übersetzt von Eva Malsch. In: Isaac Asimov, Martin H. Greenberg, Joseph Olander (Hrsg.): Sternenpost: 2. Zustellung. Moewig (Playboy SF #6734), 1983, ISBN 3-8118-6734-2.
- Nor the Many-Colored Fires of a Star Ring (1976)
  - Deutsch: Auch nicht des Sternenrings vielfarbenes Feuer. Übersetzt von Bernd Müller. In: Jack Dann, George Zebrowski (Hrsg.): Zwölfmal schneller als das Licht. Bastei Lübbe (Bastei Lübbe SF Special #24101), 1987, ISBN 3-404-24101-0.

Corpse Handlers (Kurzgeschichten)
- Override (1973)
  - Deutsch: Überlagerung. In: Die zweite Stufe der Einsamkeit. 1982.
- Meathouse Man (1976)
  - Deutsch: Der Fleischhausmann. Übersetzt von Michael Windgassen. In: Wolfgang Jeschke (Hrsg.): Heyne SF Magazin, #2. Heyne SF&F #3869, 1982, ISBN 3-453-30755-0. Auch in: GRRM: Eine RRetrospektive 1. 2014.
- Nobody Leaves New Pittsburg (1976)
  - Deutsch: Niemand verläßt Neu-Pittsburgh. Übersetzt von Helmut Krohne. In: Ronald M. Hahn (Hrsg.): Visionen von morgen. Ullstein (Ullstein SF&F #31096), 1985, ISBN 3-548-31096-6.

Windhaven
- The Storms of Windhaven (1975, Kurzgeschichte, mit Lisa Tuttle)
  - Deutsch: Sturm über Windhaven. Übersetzt von Birgit Reß-Bohusch. In: Wolfgang Jeschke (Hrsg.): Im Grenzland der Sonne. Heyne SF&F #3592, 1978, ISBN 3-453-30498-5.
- One-Wing (1980, Kurzgeschichte, mit Lisa Tuttle)
- Windhaven (1981, mit Lisa Tuttle)
  - Deutsch: Kinder der Stürme, Band 1. Übersetzt von Angelika Fuchs. Moewig SF #3669, 1985, ISBN 3-8118-3669-2. Band 2. Übersetzt von Angelika Fuchs. Moewig SF #3681, 1985, ISBN 3-8118-3681-1. Auch als: Sturm über Windhaven. Penhaligon, 2017, ISBN 978-3-7645-3187-4.

Haviland Tuf (Teil des Thousand Worlds-Zyklus)
- A Beast for Norn (1976, Kurzgeschichte, erweiterte Fassung 1986)
  - Deutsch: Bestien für Norn. Übersetzt von Rainer Zubeil. In: H. J. Alpers (Hrsg.): Bestien für Norn. Droemer Knaur (Knaur SF&F #5722), 1980, ISBN 3-426-05722-0. Auch als: Eine Bestie für Norn. Übersetzt von Berit Neumann. In: Planetenwanderer. 2013.
- Call Him Moses (1978, Kurzgeschichte)
  - Deutsch: Ein neuer Moses. Übersetzt von Johannes Jaspert. In: H. J. Alpers (Hrsg.): Das Kristallschiff. Droemer Knaur (Knaur SF&F #5726), 1980, ISBN 3-426-05726-3. Auch als: Nennt ihn Moses. Übersetzt von Berit Neumann. In: Planetenwanderer. 2013.
- Guardians (1981, Kurzgeschichte)
  - Deutsch: Wächter. Übersetzt von Martin Eisele. In: H. J. Alpers (Hrsg.): Kopernikus 10. Moewig SF #3632, 1984, ISBN 3-8118-3632-3. Auch als: Wächter. Übersetzt von Berit Neumann. In: Planetenwanderer. 2013.
- The Plague Star (1985, Kurzgeschichte)
  - Deutsch: Der Todesstern. Übersetzt von Peter Robert. In: H. J. Alpers (Hrsg.): Kopernikus 14. Moewig SF #3694, 1986, ISBN 3-8118-3694-3. Auch als: Der Seuchenstern. Übersetzt von Malte Heim. In: Wolfgang Jeschke (Hrsg.): Heyne Science Fiction Jahresband 1989. Heyne SF&F #4570, 1989, ISBN 3-453-03148-2. Auch als: Der Seuchenstern. Übersetzt von Berit Neumann. In: Planetenwanderer. 2013.
- Loaves and Fishes (1985, Kurzgeschichte)
  - Deutsch: Brot und Fische. In: Hardy Kettlitz u. a. (Hrsg.): Alien Contact, Jahrbuch #1 2002. Shayol, 2003, ISBN 3-926126-22-1. Auch in: Planetenwanderer. 2003.
- Second Helpings (1985, Kurzgeschichte)
  - Deutsch: Die zweite Speisung. In: Hardy Kettlitz u. a. (Hrsg.): Alien Contact, Jahrbuch #1 2002. Shayol, 2003, ISBN 3-926126-22-1. Auch in: Planetenwanderer. 2003.
- Manna from Heaven (1985, Kurzgeschichte)
  - Deutsch: Manna vom Himmel. In: Hardy Kettlitz u. a. (Hrsg.): Alien Contact, Jahrbuch #3 2004. Shayol, 2005, ISBN 3-926126-45-0. Auch in: Planetenwanderer. 2013.
- Tuf Voyaging (1986, Sammlung)
  - Deutsch: Planetenwanderer. Übersetzt von Berit Neumann. Heyne, 2013, ISBN 978-3-453-31494-8.

### Romane
- Fevre Dream (1982)
  - Deutsch: Fiebertraum. Übersetzt von Michael Kubiak. Heyne SF&F #4817, 1991, ISBN 3-453-05006-1. Auch als: Dead Man River. Fantasy Productions, 2006, ISBN 3-89064-529-1.
- The Armageddon Rag (1983)
  - Deutsch: Armageddon Rock. Übersetzt von Peter Robert. Fantasy Productions, 1986, ISBN 3-08-906450-1. Neuausgabe: Armageddon Rock. Heyne SF&F #4595, 1989, ISBN 3-453-03461-9.
- Hunter’s Run (2007, mit Daniel Abraham und Gardner Dozois)
  - Deutsch: Planetenjäger. Übersetzt von Andreas Helweg. Penhaligon, 2017, ISBN 978-3-7645-3172-0.

### Sammlungen
- A Song for Lya and Other Stories (1976)
  - Deutsch: Die zweite Stufe der Einsamkeit. Übersetzt von Martin Eisele. Moewig SF #3567, 1982, ISBN 3-8118-3567-X.
- Songs of Stars and Shadows (1977)
  - Deutsch: Lieder von Sternen und Schatten. Übersetzt von Tony Westermayr. Goldmann (Goldmann SF #23331), 1979, ISBN 3-442-23331-3.
- Sandkings (1981)
  - Deutsch: Band 1: Im Haus des Wurms. Übersetzt von Marcel Bieger und Michael Windgassen. Ullstein (Ullstein SF #31104), 1985, ISBN 3-548-31104-0. Band 2: Sandkönige. Übersetzt von Wolfgang Eisermann, Hannelore Hoffmann, Irmhild Hübner und Michael Windgassen. Ullstein (Ullstein SF #31107), 1985, ISBN 3-548-31107-5.
- Songs the Dead Men Sing (1983)
- Nightflyers (1985)
- Portraits of His Children (1987)
- Quartet (2001)
- GRRM: A RRetrospective (2003, auch zweibändig, 2007)
  - Deutsch: GRRM: Eine RRetrospektive. 2 Bände, Fantasy Productions, 2014 ISBN 978-3-946502-00-5, ISBN 978-3-946502-08-1. Auch als: Traumlieder. Übersetzt von Wener Fuchs, Maike Hallmann u. a. 3 Bände. Heyne, 2014 f., ISBN 978-3-453-31611-9, ISBN 978-3-453-31625-6, ISBN 978-3-453-31672-0.
- Selections from Dreamsongs (2007)
  - 1 Fan Fiction and Sci-Fi from Martin’s Early Years
  - 2 Stories of Fantasy, Horror/Sci-Fi, and a Man Called Tuf
  - 3 Selections from Wild Cards and More Stories from Martin’s Later Years
- Starlady / Fast-Friend (2008)

### Kurzgeschichten
- Only Kids Are Afraid of the Dark. (1967)
  - Deutsch: Nur Kinder fürchten sich im Dunkeln. In: GRRM: Eine RRetrospektive 1. 2014.
- The Exit to San Breta. (1972)
  - Deutsch: Die Ausfahrt nach San Breta. In: Die zweite Stufe der Einsamkeit. 1982.
- Slide Show (1973)
  - Deutsch: Dia-Vortrag. In: Die zweite Stufe der Einsamkeit. 1982.
- A Peripheral Affair. (1973)
  - Deutsch: Das verschwundene Raumschiff. Übersetzt von Rainer Schmidt. In: Hans Joachim Alpers (Hrsg.): Kopernikus 5. Moewig SF #3563, 1982, ISBN 3-8118-3563-7.
- Night Shift. (1973)
  - Deutsch: Nachtschicht. In: Lieder von Sternen und Schatten. 1979.
- With Morning Comes Mistfall. (1973)
  - Deutsch: Am Morgen fällt der Nebel. Übersetzt von Birgit Reß-Bohusch. In: Wolfgang Jeschke (Hrsg.): Science Fiction Story Reader 7. Heyne SF&F #3523, 1977, ISBN 3-453-30389-X. Auch in: GRRM: Eine RRetrospektive 1. 2014. Auch als: Mit dem Morgen kommt der Niedergang der Nebel. In: Die zweite Stufe der Einsamkeit. 1982. Auch als: Morgennebel. Übersetzt von Leni Sobez. In: Kate Wilhelm (Hrsg.): Der Plan ist Liebe und Tod. Moewig (Playboy SF #6730), 1982, ISBN 3-8118-6730-X.
- Dark, Dark Were the Tunnels. (1973)
  - Deutsch: Dunkel, dunkel waren die Tunnel. In: Die zweite Stufe der Einsamkeit. 1982.
- FTA. (1974)
  - Deutsch: Im Auftrag der FTL. Übersetzt von Charlotte Winheller. In: Herbert W. Franke (Hrsg.): Science Fiction Story Reader 6. Heyne SF&F #3498, 1976, ISBN 3-453-30388-1. Auch als: LMA. In: Die zweite Stufe der Einsamkeit. 1982.
- Run to Starlight. (1974)
  - Deutsch: Kampf um die Meisterschaft. In: Die zweite Stufe der Einsamkeit. 1982.
- The Last Super Bowl Game. (1975)
- Night of the Vampyres. (1975)
  - Deutsch: Die Nacht der Vampire. Übersetzt von Helmut Krohne. In: Hans Joachim Alpers (Hrsg.): Countdown. Droemer Knaur (Knaur SF&F #5711), 1979, ISBN 3-426-05711-5. Auch als: Die Nacht der Vampire. Übersetzt von Tony Westermayr. In: Lieder von Sternen und Schatten. 1979.
- „… for a Single Yesterday“. (1975)
  - Deutsch: Ein Mann hört auf zu singen. In: Lieder von Sternen und Schatten. 1979.
- Fast-Friend. (1976)
  - Deutsch: Die Flitzer. Übersetzt von Barbara Schönberg. In: Hans Joachim Alpers (Hrsg.): Kopernikus 9. Moewig SF #3618, 1983, ISBN 3-8118-3618-8. Auch als: Die Unzertrennlichen. Übersetzt von Michael Windgassen. In: Im Haus des Wurms. 1985. Auch als: Sphären-Tänzer. Übersetzt von Bernd Müller. In: Jack Dann, George Zebrowski (Hrsg.): Zwölfmal schneller als das Licht. Bastei Lübbe (Bastei Lübbe SF Special #24101), 1987, ISBN 3-404-24101-0.
- The Computer Cried Charge! (1976)
  - Deutsch: Der Computer befahl: Angriff! Übersetzt von Joachim Körber. In: Hans Joachim Alpers (Hrsg.): Science Fiction Almanach 1984. Moewig SF #3628, 1983, ISBN 3-8118-3628-5.
- The Lonely Songs of Laren Dorr (1976)
  - Deutsch: Die einsamen Lieder Laren Dorrs. Übersetzt von Lore Straßl und Susi Grixa. In: Lin Carter (Hrsg.): Der dunkle König. Pabel (Terra Fantasy Taschenbuch #88), 1981. Auch in: GRRM: Eine RRetrospektive 1. 2014.
- Patrick Henry, Jupiter, and the Little Red Brick Spaceship. (1976)
  - Deutsch: Patrick Henry, Jupiter und das kleine Raumschiff aus Ziegelsteinen. In: Lieder von Sternen und Schatten. 1979.
- Weekend in a War Zone. (1977)
  - Deutsch: Und am Wochenende Krieg. Übersetzt von Rainer Schmidt. In: Hans Joachim Alpers (Hrsg.): Kopernikus 4. Moewig SF #3539, 1981, ISBN 3-8118-3539-4. Auch als: Ein Wochenende im Kampfgebiet. Übersetzt von Roland Fleissner. In: Wolfgang Jeschke (Hrsg.): L wie Liquidator. Heyne SF&F #4410, 1987, ISBN 3-453-00419-1.
- Warship. (1979, mit George Guthridge)
  - Deutsch: Kriegsschiff. Übersetzt von Ingrid Herrmann. In: Science Fiction Jahrbuch 1987. Moewig SF #3703, 1986, ISBN 3-8118-3703-6.
- The Ice Dragon. (1980)
  - Deutsch: Der Eisdrache. In: GRRM: Eine RRetrospektive 1. 2014.
- Remembering Melody. (1981)
  - Deutsch: Erinnerungen an Melody. Übersetzt von Jürgen Langowski. In: Wolfgang Jeschke (Hrsg.): Das digitale Dachau. Heyne SF&F #4161, 1985, ISBN 3-453-31116-7. Auch in: GRRM: Eine RRetrospektive 1. 2014.
- The Needle Men. (1981)
  - Deutsch: Die Nadelmänner. Übersetzt von Werner Fuchs. In: Hans Joachim Alpers (Hrsg.): Science Fiction Jahrbuch 1983. Moewig SF #3600, 1982, ISBN 3-8118-3600-5. Auch als: Die Nadelmänner. Übersetzt von Roland Fleissner. In: Wolfgang Jeschke (Hrsg.): Die Zeitbraut. Heyne SF&F #4990, 1993, ISBN 3-453-06210-8.
- Unsound Variations. (1982)
  - Deutsch: Aussichtslose Varianten. Übersetzt von Martin Eisele. In: Hans Joachim Alpers (Hrsg.): Kopernikus 7. Moewig SF #3587, 1982, ISBN 3-8118-3587-4. Auch als: Aussichtslose Varianten. Übersetzt von Werner Fuchs. In: GRRM: Eine RRetrospektive 2. 2014.
- In the Lost Lands. (1982)
  - Deutsch: Das verlassene Land. Übersetzt von Eva Eppers. In: Jessica Amanda Salmonson (Hrsg.): Neue Amazonen-Geschichten. Bastei Lübbe (Bastei Lübbe Fantasy #20052), 1983, ISBN 3-404-20052-7. Auch in: GRRM: Eine RRetrospektive 1. 2014.
- Closing Time. (1982)
- The Monkey Treatment. (1983)
  - Deutsch: Die Affenkur. Übersetzt von Joachim Körber. In: Werner Fuchs (Hrsg.): Das Fest des heiligen Dionysos. Droemer Knaur (Knaur SF&F #5790), 1984, ISBN 3-426-05790-5. Auch in: GRRM: Eine RRetrospektive 1. 2014.
- Under Siege. (1985)
  - Deutsch: Belagert. Übersetzt von Barbara Heidkamp. In: Karl Michael Armer (Hrsg.): Hiroshima soll Leben! Heyne SF&F 4740, 1990, ISBN 3-453-04308-1. Auch in: GRRM: Eine RRetrospektive 2. 2014.
- Portraits of His Children. (1985)
  - Deutsch: Bilder seiner Kinder. Übersetzt von Birgit Reß-Bohusch. In: Wolfgang Jeschke (Hrsg.): Second Hand Planet. Heyne SF&F #4470, 1988, ISBN 3-453-00995-9. Auch in: GRRM: Eine RRetrospektive 2. 2014.
- The Pear-Shaped Man. (1987)
  - Deutsch: Der birnenförmige Mann. Übersetzt von Joachim Körber. In: GRRM: Eine RRetrospektive 1. 2014. Auch als: Der Birnenmann. Übersetzt von Heiko Langhans. In: Ellen Datlow, Terri Windling (Hrsg.): Das neue Buch der Fantasy. Bastei Lübbe (Bastei Lübbe Paperback #28191), 1990, ISBN 3-404-28191-8.
- The Skin Trade. (1988)
  - Deutsch: In der Haut des Wolfes. In: GRRM: Eine RRetrospektive 2. 2014. Auch als: Maskerade. Übersetzt von Joachim Körber. In: Douglas E. Winter (Hrsg.): Nachtvisionen  Heyne (Heyne Allgemeine Reihe #8098), 1988, ISBN 3-453-04218-2.
- From the New York Times. (1988)
- Black and White and Red All Over. (2001)
- Starport. (2001)
- And Death His Legacy. (2003)
  - Deutsch: Tod war sein Vermächtnis. In: GRRM: Eine RRetrospektive 1. 2014.
- Doorways. (2003)
  - Deutsch: Doorways. 2014.
- The Twilight Zone: The Road Less Traveled. (2003)
  - Deutsch: The Twilight Zone: Merkwürdiger Besuch. In: GRRM: Eine RRetrospektive 2. 2014.
- Shadow Twin. (2004, mit Gardner Dozois und Daniel Abraham)
- The Toys of Caliban. (2005, Drehbuch)
- A Night at the Tarn House. (2009)

### Anthologien
Wild Cards
Die Wild Cards-Serie ist ein kollaboratives Projekt mehrerer Autoren mit einem geteilten fiktiven Universum, dessen Initiator George R. R. Martin ist. Er ist auch Herausgeber der Bände.
- Wild Cards I (1987)
  - Deutsch: Vier Asse. 1996, ISBN 3-453-10925-2.
- Wild Cards I (1987)
  - Deutsch: Asse und Joker. 1996, ISBN 3-453-10926-0.
- Aces High (1987)
  - Deutsch: Asse hoch! 1996, ISBN 3-453-10934-1.
- Aces High (1987)
  - Deutsch: Schlechte Karten. Heyne, 1996, ISBN 3-453-10942-2.
- Jokers Wild (1987)
  - Deutsch: Wilde Joker. Heyne, 1997, ISBN 3-453-11913-4.
- Aces Abroad (1988)
  - Deutsch: Asse im Einsatz. Heyne, 1998, ISBN 3-453-12665-3.
- Down and Dirty (1988)
  - Deutsch: Nur Tote kennen Jokertown. Heyne, 1998, ISBN 3-453-13321-8.
- Down and Dirty (1988)
  - Deutsch: Konzert für Sirenen und Serotonin. Heyne, 1998, ISBN 3-453-14001-X.
- Ace in the Hole (1990)
  - Deutsch: Terror und Dr. Tachyon. Heyne, 1999, ISBN 3-453-14910-6.
- Ace in the Hole (1990)
  - Deutsch: Ein Ass in der Hinterhand. Heyne, 1999, ISBN 3-453-15642-0.
- Dead Man’s Hand (1990)
- One-Eyed Jacks (1991)
- Jokertown Shuffle (1991)
- Double Solitaire (1992)
- Dealer’s choice (1992)
- Turn of the Cards (1993)
- Card Sharks (1993)
- Marked Cards (1994)
- Black Trump (1995)
- Deuces Down (2002)
- Inside Straight (2008)
  - Deutsch: Das Spiel der Spiele. Penhaligon, 2014, ISBN 978-3-7645-3127-0.
- Busted Flush (2008)
  - Deutsch: Der Sieg der Verlierer. Penhaligon, 2015, ISBN 978-3-7645-3129-4.
- Suicide Kings (2009)
  - Deutsch: Der höchste Einsatz. Penhaligon, 2016, ISBN 978-3-7645-3130-0.
- Suicide Kings (2009)
- Fort Freak (2011)

New Voices: The John W. Campbell Award Nominees
- New Voices in Science Fiction (1977)
- Variant: New Voices I: The Campbell Award Nominees (1978)
  - Deutsch: Science Fiction Preisträger 1. Übersetzt von Josette Haferkorn, Reinhard Heinz, Joachim Körber sowie Astrid & Helmut Pape. Moewig (Playboy SF #6742), 1985, ISBN 3-8118-6742-3.
- New Voices II (1979)
  - Deutsch: Science Fiction Preisträger 2. Übersetzt von Joachim Körber und Jürgen F. Martin. Moewig (Playboy SF #6745), 1985, ISBN 3-8118-6745-8.
- New Voices III (1980)
- New Voices 4 (1981)
- The John W. Campbell Awards, Volume 5 (1984)
- The John W. Campbell Awards, Volume 6[5]

Einzelanthologien
- The Science Fiction Weight-Loss Book (1983, mit Isaac Asimov und Martin H. Greenberg)
- Night Visions 3 (1986, auch als Night Visions, 1987, auch als Night Visions: The Hellbound Heart, 1988)
- Songs of the Dying Earth: Stories in Honour of Jack Vance (2009, mit Gardner Dozois)
- Variant: Songs of the Dying Earth: Stories in Honor of Jack Vance (2009)
- Songs of Love and Death: All-Original Tales of Star-Crossed Love (2010, mit Gardner Dozois)
- Down These Strange Streets (2011, mit Gardner Dozois)
- Warriors (mit Gardner Dozois, auch Ausgabe in 3 Bänden, 2011)
- Songs of Love and Darkness (2012, mit Gardner Dozois)
- Some of the Best from Tor.com, Vol 3 (2013, mit Ellen Datlow, Claire Eddy, Melissa Frain, Liz Gorinsky, Patrick Nielsen Hayden, Ann VanderMeer und Noa Wheeler)
- Königin im Exil, Dangerous Women (2013, mit Gardner Dozois, auch Ausgabe in 2 Bänden 2014)
- Old Mars (2013, mit Gardner Dozois)
- Rogues (2014, mit Gardner Dozois)
- Old Venus (2015, mit Gardner Dozois)

## Auszeichnungen
- 1974: Hugo Award für den besten Kurzroman A Song for Lya
- 1975: Locus Award für den besten Kurzroman The Storms of Windhaven mit Lisa Tuttle
- 1979: Nebula Award, Hugo Award und Locus Award für die beste Erzählung Sandkings
- 1979: Hugo Award und Locus Award für die beste Kurzgeschichte The Way of Cross & Dragon
- 1980: Locus Award für den besten Kurzroman Nightflyer
- 1981: Locus Award für die beste Erzählung Guardians
- 1983: Locus Award für die beste Erzählung The Monkey Treatment
- 1985: Nebula Award für die beste Erzählung Portraits of his Children
- 1987: Bram Stoker Award für die beste Erzählung The Pear-Shaped Man
- 1989: World Fantasy Award für den besten Kurzroman The Skin Trade
- 1996: Hugo Award für den besten Kurzroman Blood of the Dragon
- 1996: Locus Award für den besten Roman A Game of Thrones
- 1998: Locus Award für den besten Roman A Clash of Kings
- 2000: Locus Award für den besten Roman A Storm of Swords
- 2012: Locus Award für den besten Roman A Dance with Dragons
- 2012: World Fantasy Award für sein Lebenswerk
- 2013: World Fantasy Award als beste Anthologie für Königin im Exil mit Gardner Dozois
- 2013: Deutscher Phantastik Preis für den besten internationalen Roman A Dance with Dragons
- 2014: Locus Award für die beste Anthologie Old Mars mit Gardner Dozois
- 2015: Locus Award für die beste Anthologie Rogues mit Gardner Dozois
- 2017: Das Lied von Eis und Feuer 1 (DE: Gold (Hörbuch-Award))[6]
- 2019: International Recognition Award des Irish Book Awards
- 2023: Nebula Award für das Spiel Elden Ring in der Kategorie „Game Writing“